# 奥拉夫斯文
奥拉夫斯文是挪威皇家海军基地，位于特罗姆瑟市外。它位于欧洲E8公路沿线，从巴尔斯峡湾通往拉姆峡湾的入口处。

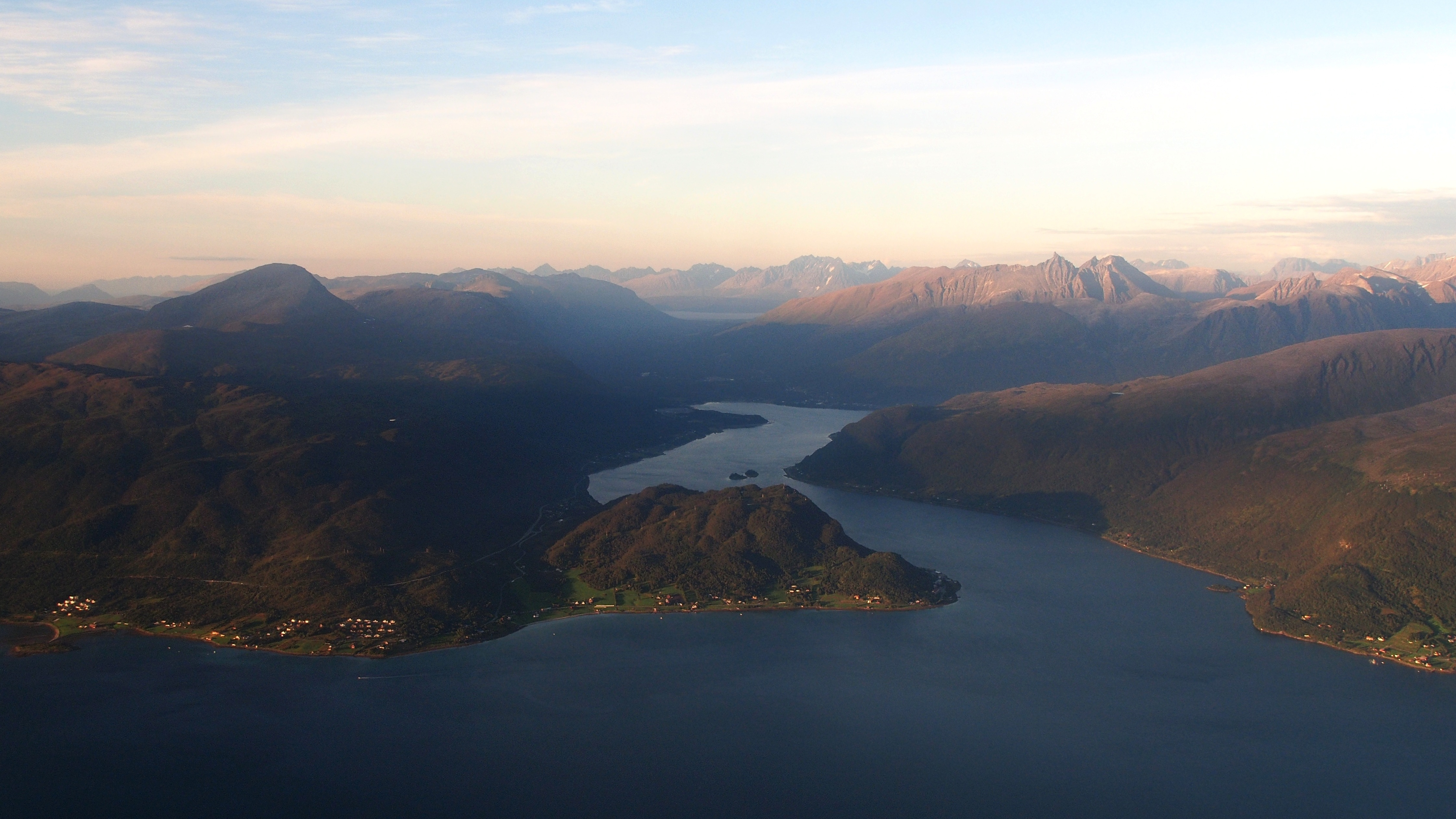
拉姆峡湾鸟瞰

## 历史
冷战期间，挪威希望在北极圈内建立一个秘密海军基地。这个基地基本上是在特罗姆瑟市外的一座山上凿成的。这是一座耗资40亿克朗在山中建造的大型建筑群。它于2002年起不再是海军基地（挪威語：Orlogsstasjon），并于2009年被延斯·斯托尔滕贝格政府关闭。

## 基础设施
基地的内表面面积为25,000平方（270,000平方英尺），位于274（899英尺）的硬岩之下，其中包括13,000平方（140,000平方英尺）的居住面积和3,000平方（32,000平方英尺）的深水码头。潜艇旱坞位于其中一座山的内部。内部旱坞可同时容纳6艘潜艇。
基地还包括一个340--长（1,120-英尺）的旱坞、车间、办公室和弹药库。基地还拥有能够容纳美国海军SSN和SSBN等大型舰艇的外部码头。
基地的入口由一条超过900（3,000英尺）长的隧道组成。

## 事故
2005年，基地内一次水肺潜水演习时发生事故，导致SBS指挥官理查德·范德霍斯特中校丧生。这起事故涉及一辆在一次两栖演习期间的水下推进车。
2022年3月，在节目主持人之间的一场比赛中，为了看谁驾驶（和停车）速度最快，詹姆斯·梅在拍摄壮游特别集时驾驶一辆三菱Lancer Evolution在一个隧道撞车，导致肋骨骨折并被送往医院。

## 退役
基地于2009年关闭，2011年挪威政府以1.05亿挪威克朗（1750万美元）的价格出售，后来以3800万挪威克朗的价格出售给Olavsvern Group Ltd，该公司宣布了其使用该基地的目的是作为石油平台钻机和钻井设备的维修基地。北约批准了此次出售。

## 退役后
基地由与国有俄罗斯天然气工业股份公司有关联的俄罗斯公司租用。俄罗斯在研究船上进行的可疑军事活动引起了军事专家的关注，前军方二把手、挪威退役海军中将延·雷克斯滕表示，“俄罗斯这个国家对所有商业或半国有企业都有发言权。很明显，很少有人知道这些船只上发生了什么，”他表示，出售奥拉夫斯文是“双重损失”，因为“挪威武装部队失去了一个重要基地，而现在又有俄罗斯船只停靠在那里。”

## 回购
2019年，威尔森集团的子公司WilNor Governmental Services(WGS)收购了Olavsvern Group Ltd 66%的股份，从而确保了对奥拉夫斯文基地的多数控制权。WilNor Governmental Services的收购是应挪威国防后勤组织(FLO)的要求进行的。此次收购使挪威国防军及其盟友能够恢复基地的运营，因为威尔森集团与挪威国防军有着悠久的供应和合作史。
2015年，WGS与挪威政府签订了一份长期合同，为挪威及其盟军提供战略后勤支持，其中包括弹药储存。合同还规定在挪威海岸建立多个补给基地，以确保挪威皇家海军有能力维护挪威主权并保卫国家免受外部威胁。2020年，有传言称奥拉夫斯文将被用作美国核潜艇基地。 
截至2021年3月，荷兰海军陆战队等盟军部队已开始进驻。